# Escoles de Casavells
Les Escoles de Casavells són una obra modernista de Corçà (Baix Empordà) inclosa a l'Inventari del Patrimoni Arquitectònic de Catalunya.

## Descripció
Edifici situat al centre del poble, al començament del carrer de Sant Josep. Està construït en façana per cinc mòduls, quatre dels quals (els laterals) estan formats per dues finestres, una a la planta baixa i l'altra al primer pis seguint un eix vertical, i el mòdul del centre, on en la planta baixa la finestra és substituïda per la porta d'accés a l'edifici. Així doncs és de dues plantes, i està construït amb pedra, les estructures portants, i amb teua àrab, la coberta que és a dues aigües. Les façanes estan arrebossades.